# Ifri-Ouzellaguen (distrito)
Ifri-Ouzellaguen é um distrito localizado na província de Bugia, Argélia. O distrito contém apenas a cidade-capital Ouzellaguen. Em 2008, a população total do distrito era de 22 719 habitantes.[carece de fontes?]